# Dywizja Piechoty Wahn
Dywizja Piechoty Wahn (niem. Infanterie-Division Wahn) – niemiecka dywizja szkieletowa sformowana 27 stycznia 1944 przez 182 Dywizję Zapasową jako jednostka szkieletowa. Pod koniec lutego wysłana do Grupy Armii „Północ”, gdzie została wykorzystana do odtworzenia 331 Dywizji Piechoty. 16 marca dywizja została rozwiązana, natomiast jej sztab został wykorzystany do formowania 70 Dywizji Piechoty.
Jedynym dowódcą dywizji był Heinz Furbach.

## Skład
- pułk grenadierów Wahn 1
- pułk grenadierów Wahn 2
- batalion artylerii Wahn
- batalion inżynieryjny Wahn